# Neogobius melanostomus
Neogobius melanostomus é uma espécie de peixe da família Gobiidae.
Pode ser encontrada nos seguintes países: Bulgária, Georgia, Moldávia, Roménia, Rússia, Turquia, Turquemenistão e Ucrânia.